# Apacheria
Apachería (abgeleitet aus dem Spanischen) ist die Bezeichnung für die Wohn- und Streifgebiete der verschiedenen Apachen-Stämme im heutigen Südwesten der Vereinigten Staaten sowie im Norden des heutigen Mexiko. 

## Lage
Die Apachería umfasste ein riesiges Gebiet vom Colorado River in Arizona im Westen bis in die High Plains, dem Llano Estacado, in Texas entlang des mittleren Colorado River sowie bis an den Golf von Mexiko südöstlich von San Antonio im Osten. Von Nord nach Süd reichte sie vom Arkansas River im südöstlichen Colorado und dem Little Colorado River im nordöstlichen Arizona bis in die nördlichen Gebirgsketten der Sierra Madre Occidental in Sonora und Chihuahua (hier das Hochplateau der Mapimi), der Sierra Madre Oriental in Coahuila, Nuevo León und Tamaulipas sowie zum Golf von Mexiko.

## Geschichte
Einst umfasste das damals als Gran Apachería bezeichnete Stammesgebiet noch die Plains von Kansas, Oklahoma sowie die nördlichen und zentralen Gebiete von Texas, doch mit dem Vordringen der Comanche und den stammesverwandten Ute auf den Südlichen Plains (ab circa 1700 bis 1780) sowie dem Bündnis mit den Wichita (ab 1740), das den Comanche Zugang zu französischen Waffen und Munition verschaffte, ermöglichte es den verbündeten Völkern (zusammen mit den Feinden der östlichen Apachen-Gruppen, den Pawnee, Caddo, Tonkawa, Hasinai, Jumano u. a.), einige Gruppen der Lipan- und Mescalero-Apachen zu zwingen, sich aus den texanischen Plains nach Süden zurückzuziehen, den Rio Grande zu überqueren und sich eine neue Machtbasis in den wüstenartigen Hochplateaus und Bergen im Norden Mexikos zu schaffen. Die Jicarilla überquerten 1724 nach einer großen Niederlage den Rio Grande nach Westen und zogen sich noch weiter in die Berge von New Mexico und Colorado zurück, dort suchte die westliche Gruppe der Jicarilla, die Olleros (span.: ‘Töpfer’), Schutz bei den Pueblo und spanischen Siedlungen. Die östliche Gruppe der Jicarilla, die Llaneros (span.: ‘Volk der Ebene’), sowie mehrere Gruppen der östlichen Mescalero (Natahéndé, Guhlkahéndé, Tsehitcihéndé) und natürlich der Lipan (Kó'l kukä, Ndáwe qóhä, Shá i`a Nde, Tsés tsem'bai) konnten jedoch teilweise ihre Gebiete behaupten oder wohnten in den Randgebieten der Plains. Durch die Auflösung der östlichen Apachería (die nun Comancheria genannt wurde) hatten die Apachen keinen, oder nur noch unter Gefahren, Zugang zu den reichen Bisonjagdgründen, bewohnten nun wild- und wasserarme Berg- und Wüstengebiete, und verloren daher ihre Rolle als die wichtigsten Handelspartner (für Tierhäute, Fleisch und Sklaven) der Pueblo-Indianer und Spanier New Mexicos an die Comanche. Da sie nun die benötigten Nahrungsmittel (Mais, Weizen, Melonen, Kürbisse, Decken, Pferde u. a.) nicht mehr durch Handel erwerben konnten, waren sie gezwungen, sich die benötigten Güter durch ständige Raub- und Kriegszüge gegen Spanier und deren indianische Verbündeten zu besorgen. Besonders die Mescalero, Lipan und Chiricahua entwickelten sich hierbei zu extrem gefürchteten Kriegern und Räubern. Im Norden Mexikos konnten einige Stämme dem Vordringen der Apachería nach Süden bald keinen Widerstand mehr entgegensetzen und mussten ihre ehemaligen Stammesgebiete aufgeben (z. B. die Sobaipuri, Toboso, Coahuiltec u. a.), Zuflucht in Missionen (mehrere kleinere texanische und mexikanische nordöstliche Küsten- und Wüstenstämme) und festen Siedlungen in der Nähe von Presidios (Opata, Obere Pima, Untere Pima, Sobaipuri) suchen oder sich den Apachen anschließen (Suma, Jocome, Jumano, Toboso). Gegen 1830 hatte die Apachería wohl ihre größte Ausdehnung nach Süden und Westen erreicht und die Lipan und Mescalero hatten sogar wieder einige Gebiete entlang des Colorado River in Texas inne.

## Bewohner
Die Apachería wurde von sechs politisch autonomen Stämmen der Apachen bewohnt; zu diesen gehörten die Westlichen Apachen, die Chiricahua, die Mescalero, die Lipan sowie die Jicarilla. Die auf den High Plains von Texas lebenden Kiowa-Apachen werden allgemein nicht zu den Apachen gerechnet, da sie zwar sprachlich Apachen waren, kulturell aber zu den Kiowa zu rechnen sind. Obwohl die Apachen sich insgesamt als eine Gruppe verwandter und benachbarter Stämme sahen, bekämpften sie sich auch oft gegenseitig. Für die Apachen waren die Navajo oder Diné (von den Apachen Yúdahá = Live Far Up – ‘Jene, die [weit oben] im Norden leben’ genannt) zwar durch die Sprache irgendwie verwandt, aber sie wurden nicht als Apachen betrachtet. Obwohl die Apachería ein riesiges Gebiet des Südwestens der heutigen USA und des Nordens des heutigen Mexiko umfasste, bewohnten dieses Gebiet Anfang des 19. Jahrhunderts niemals mehr als 15.000 Apachen (heutige Schätzungen gehen sogar von nur 6.000 bis ca. 10.000 aus).